# Ellisiophyllum
Ellisiophyllum é um género botânico pertencente à família Plantaginaceae. Tradicionalmente este gênero era classificado na família das Scrophulariaceae.

## Espécies
- Ellisiophyllum pinnatum
- Ellisiophyllum reptans